# Luge als Jocs Olímpics d'hivern de 1968
Als Jocs Olímpics d'Hivern de 1968 celebrats a la ciutat de Grenoble (França) es disputaren tres proves de luge, dues en categoria masculina i una en categoria femenina.
La competició tingué lloc entre els dies 11 i 13 de febrer de 1968 a les instal·lacions esportives de Villard-de-Lans. Hi participaren un total de 84 corredors, entre ells 58 homes i 26 dones, de 14 comitès nacionals diferents.

## Resum de medalles

### Categoria masculina
| Prova              | Or                                | Argent                               | Bronze                                |
| Individual detalls | Manfred Schmid                    | Thomas Köhler                        | Klaus Bonsack                         |
| Parelles detalls   | RDA Klaus Bonsack · Thomas Köhler | Àustria Manfred Schmid · Ewald Walch | RFA Wolfgang Winkler · Fritz Nachmann |

### Categoria femenina
| Prova              | Or            | Argent            | Bronze            |
| Individual detalls | Erica Lechner | Christina Schmuck | Angelika Dünhaupt |

## Medaller
| Posició | País    | Or | Argent | Bronze | Total |
| 1       | RDA     | 1  | 1      | 1      | 3     |
| 2       | Àustria | 1  | 1      | 0      | 2     |
| 3       | Itàlia  | 1  | 0      | 0      | 1     |
| 4       | RFA     | 0  | 1      | 2      | 3     |
|         |         |    |        |        |       |
| Total   | Total   | 3  | 3      | 3      | 9     |